# Aviosuperficie Montagnana
L'aviosuperficie Montagnana è un'aviosuperficie italiana situata a Montagnana in provincia di Padova. È intitolata a Gianlino Baschirotto.

## Storia
La struttura è nata nel 1986 con il nome di  Associazione Aeronautica Città di Montagnana. Era presente una pista in erba lunga 600 metri e un hangar. Nel 1997 ha ospitato le Frecce Tricolori.

## Strutture e dati tecnici
Dopo varie trasformazioni, l'aviosuperficie, oggi ha una lunghezza di 1300 metri, 12 hangar, una club house e un piccolo museo. Inoltre ospita una scuola di volo e una di paracadutismo.

## Museo
Presso la struttura, sono presenti alcuni velivoli dell'Aeronautica Militare, tra cui l'F-104 Starfighter, il Lockheed T-33 Shooting Star, il G.91R, l'Aermacchi MB-326 e il Fokker F27.

## Galleria d'immagini

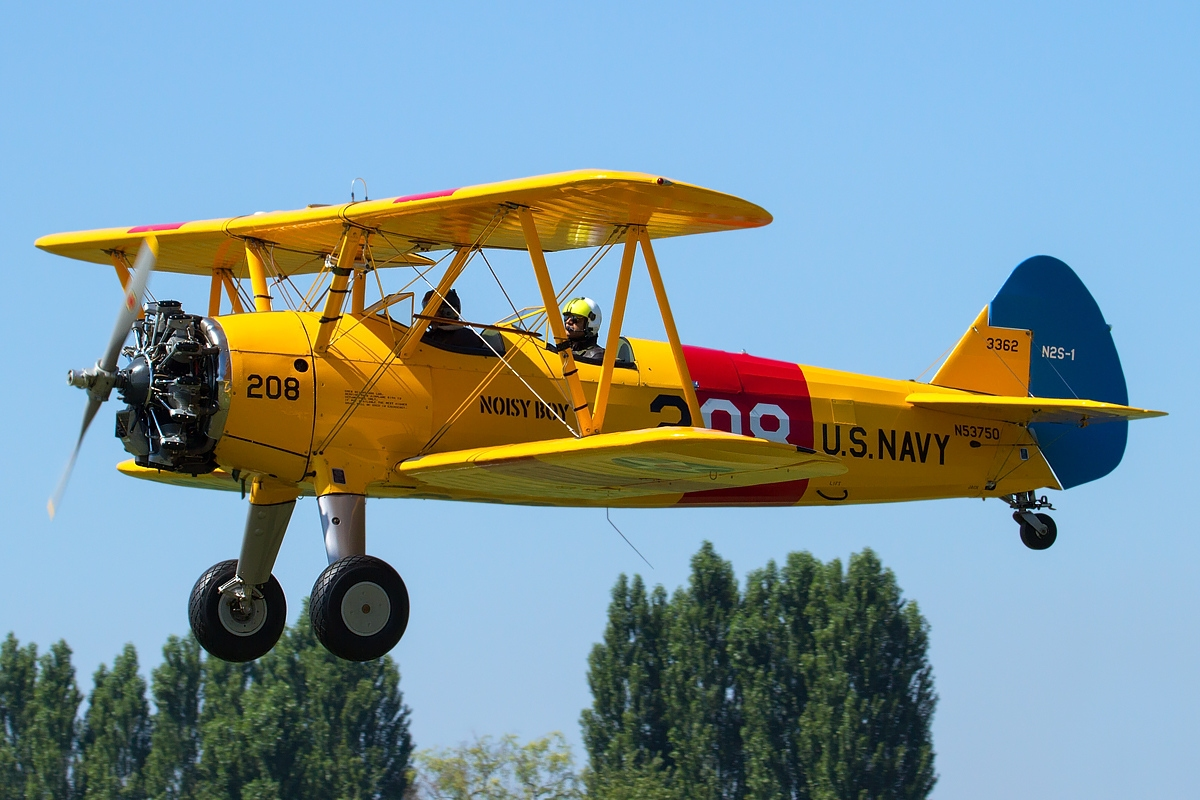
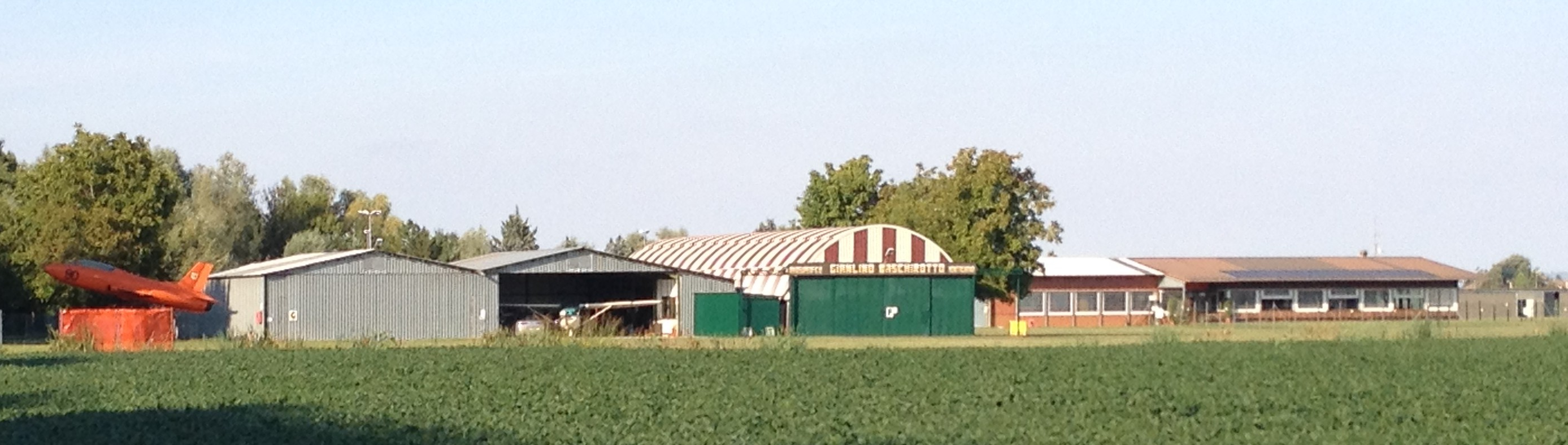
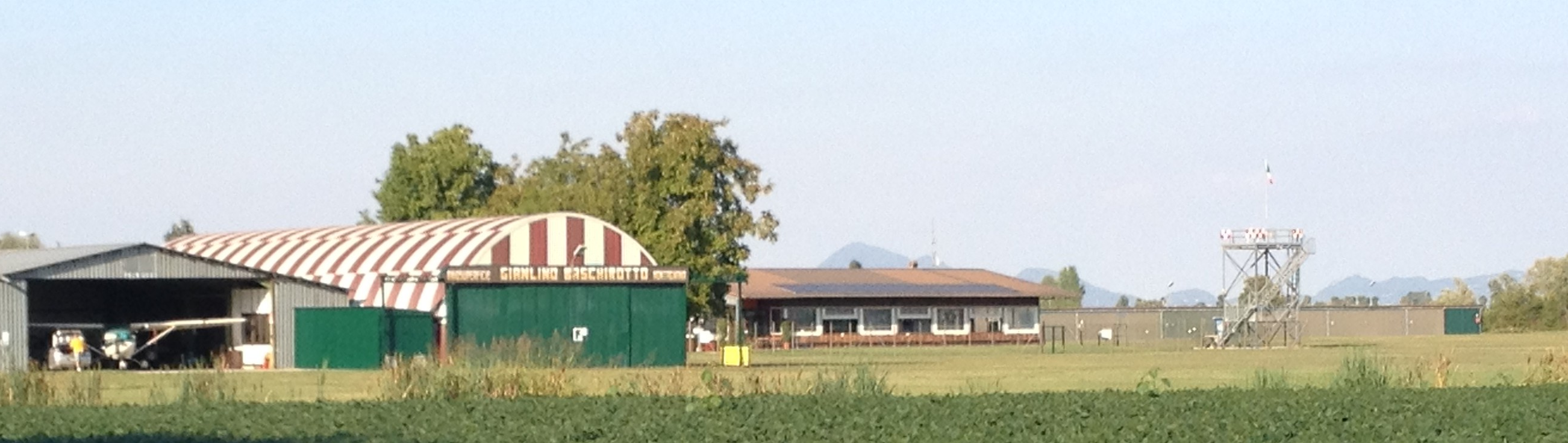
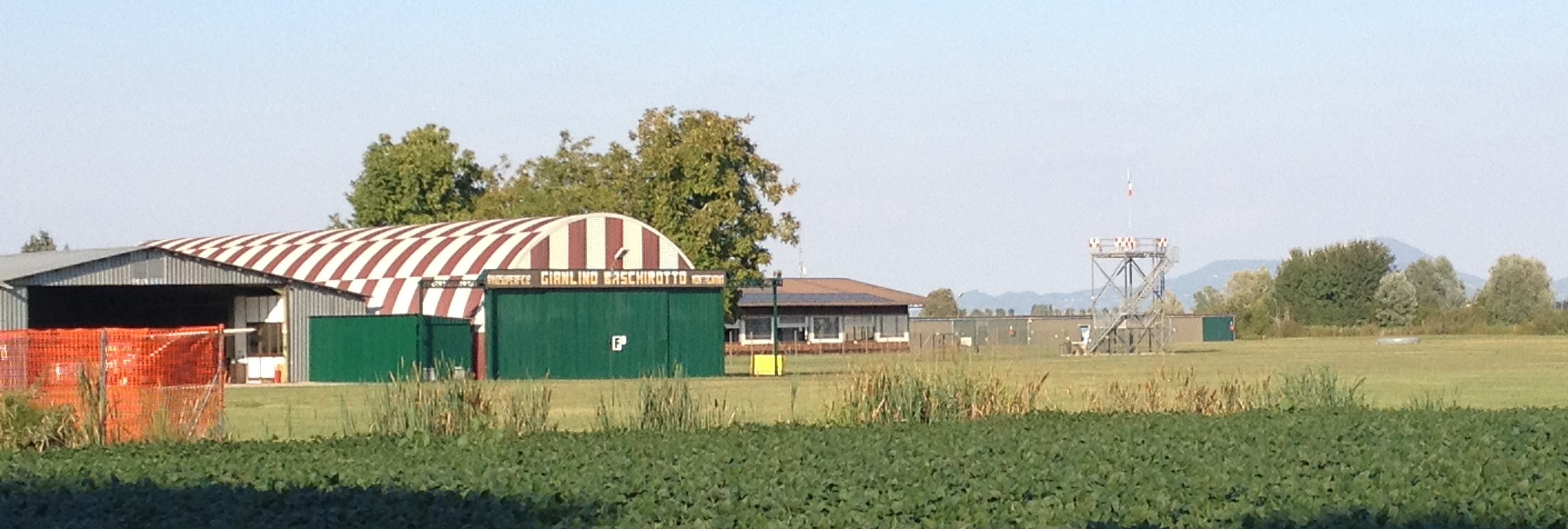
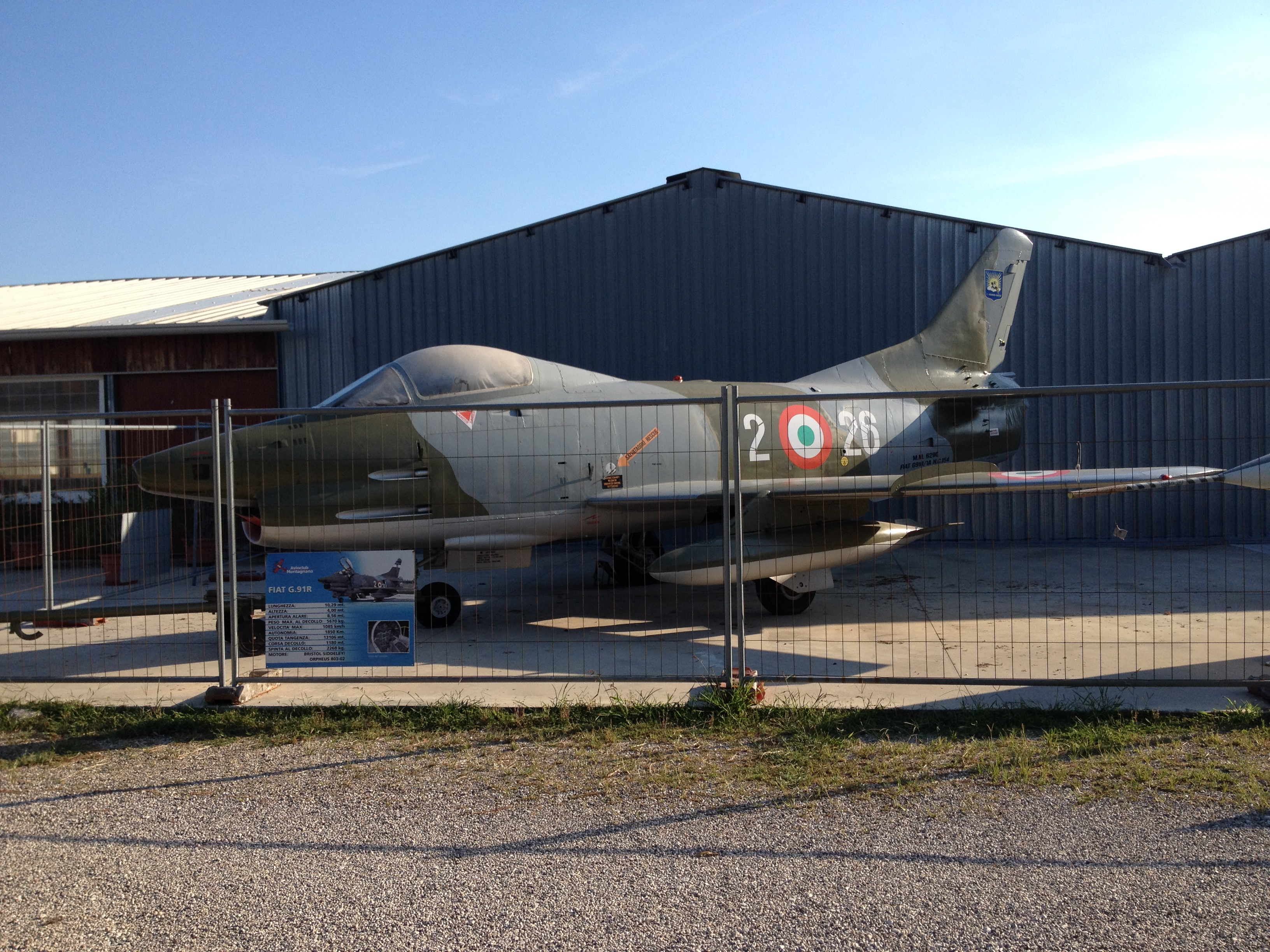
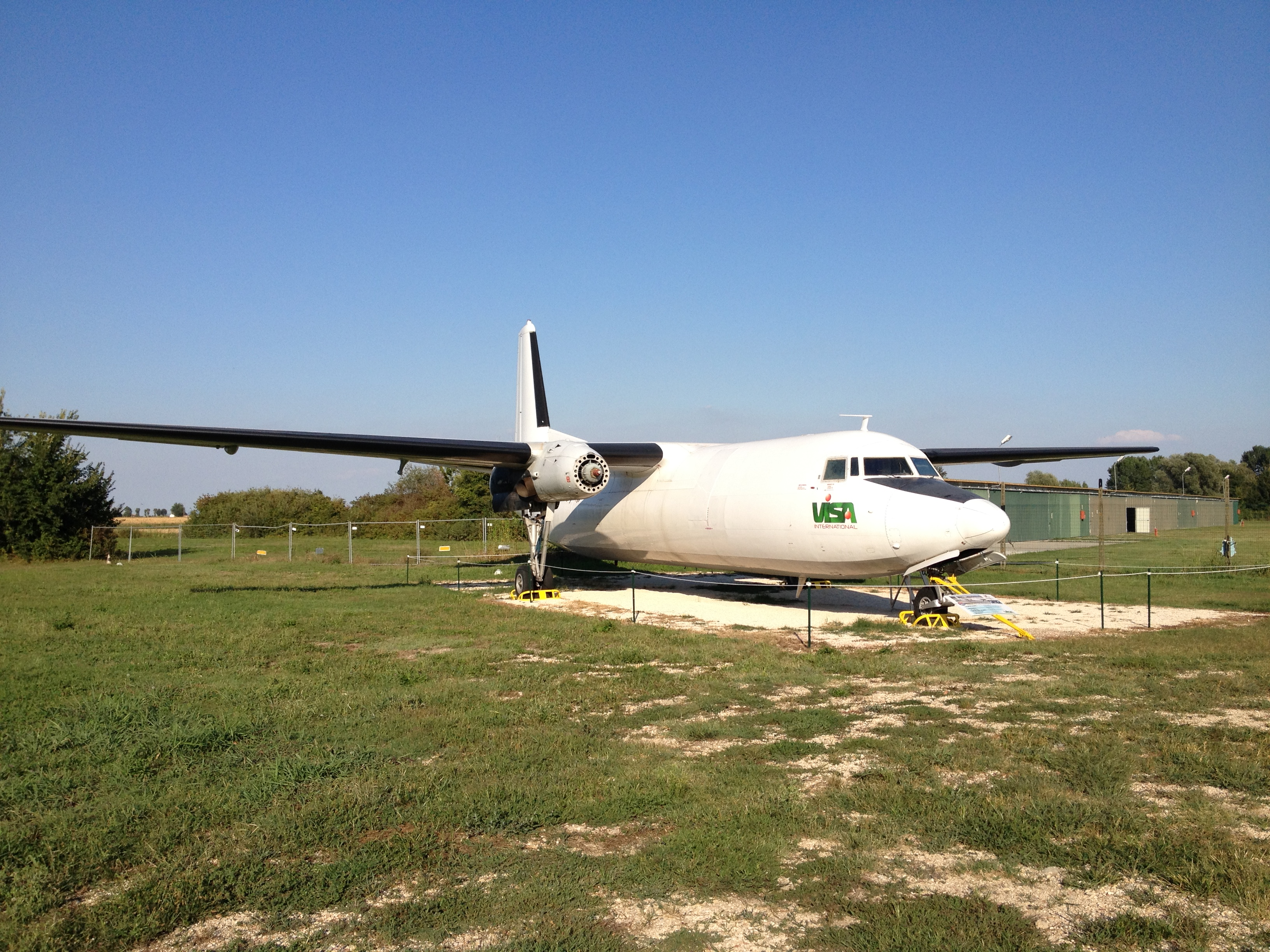
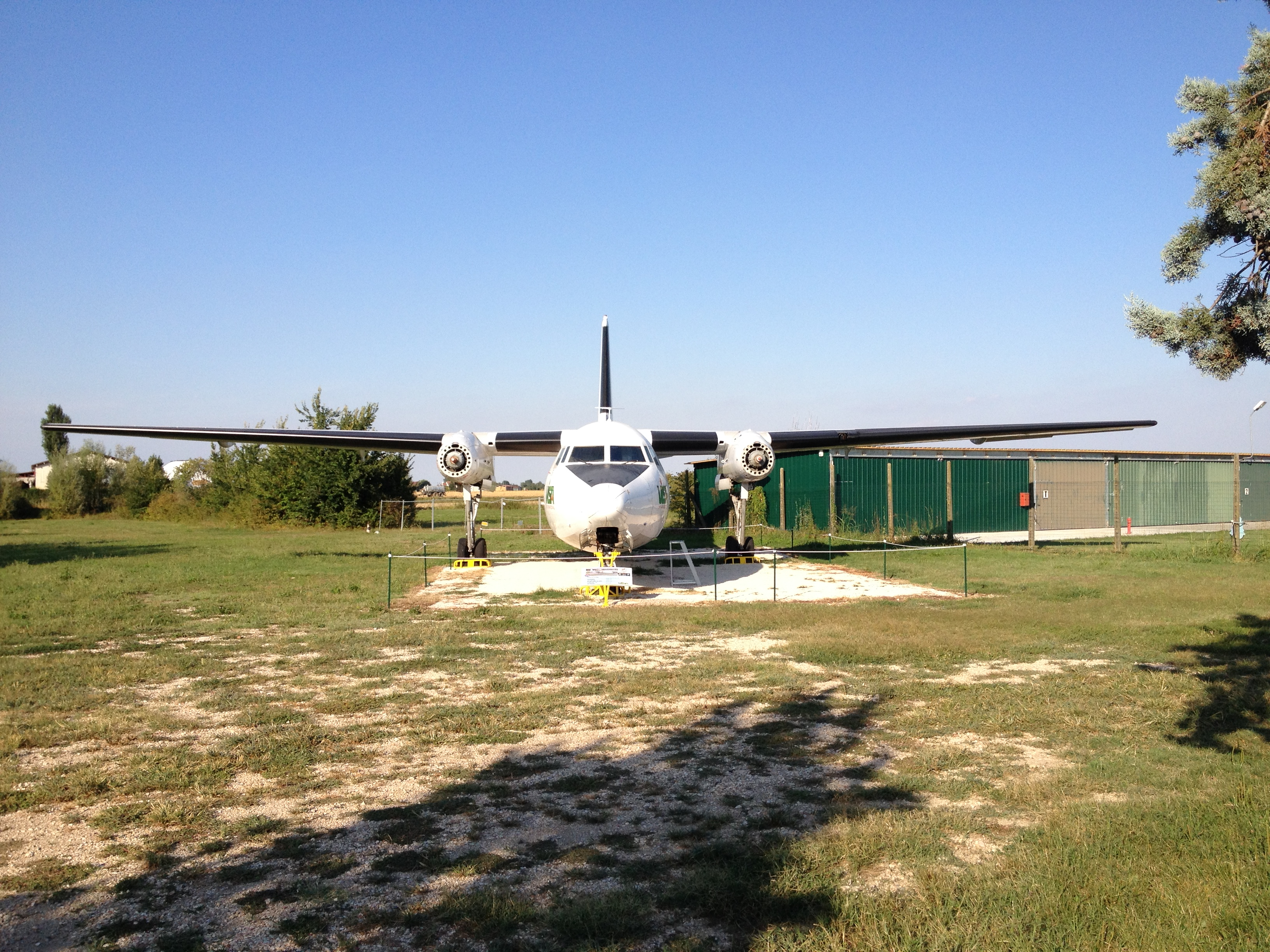